# Apple Remote Desktop
Apple Remote Desktop (ARD) è un programma sviluppato per amministrare via rete da remoto computer Macintosh. Il programma è sviluppato da Apple e consente di controllare e gestire computer remoti utilizzanti macOS.

## Descrizione
Il programma è nato per essere utilizzato in ambito scolastico poiché permette a un utente autorizzato il controllo di tutti i computer della rete locale. Questo permetteva agli amministratori delle aule informatiche di verificare che gli studenti seguissero la lezione del docente invece di utilizzare la connessione Internet per scopi personali.
Il programma si è evoluto e in seguito ha incluso anche la possibilità di eseguire operazioni di manutenzione da remoto, possibilità di generare rapporti e possibilità di installazione di programma o aggiornamenti sempre da remoto. Il programma viene utilizzato anche da società per configurare e gestire i vari computer macintosh centralmente. Il programma è in grado di controllare computer dotati di server VNC o di essere a sua volta gestito da client VNC.
Il 21 giugno 2004 è stata presentata la versione 2.0 del programma. La nuova versione oltre a includere una serie di migliorie minori consente una maggiore integrazione con il sottosistema Unix del macOS. Il programma consente di automatizzare alcune operazioni ripetitive e consente di specificare se i computer devono effettuare l'avvio dal disco locale o da un disco remoto. Utilizzando un disco remoto si può gestire centralmente tutte le operazioni di manutenzione. Aggiornando il disco remoto si aggiornano tutti i computer che lo utilizzano e nel contempo si ottiene un migliore controllo degli utenti.